# You Are So Beautiful
«You are so beautiful» es una canción escrita por Billy Preston y Bruce Fisher. Fue grabada por primera vez por Preston y popularizada en una versión de Joe Cocker. 
La versión original de Preston apareció por primera vez en su álbum de 1974 The kids and me. El productor de Cocker, Jim Price creó un arreglo lento para la versión de Cocker, que apareció por primera vez en el álbum I can stand a little rain (lanzado más tarde en 1974). Publicado como sencillo, esta versión de Joe Cocker alcanzó el n.º 5 en las listas de sencillos pop del Billboard de 1975 y contribuyó a que el álbum se convirtiese en un éxito.
Aunque nunca le fue oficialmente atribuido, varias fuentes han documentado que Dennis Wilson de The Beach Boys fue un coautor de la canción. Según su biógrafo, Jon Stebbins, Wilson afirmaba que él y Preston colaboraron espontáneamente en las letras de la canción durante una fiesta. Wilson interpretó la canción como bis en los conciertos de los Beach Boys intermitentemente entre 1975 y 1983.
La canción también fue arreglada por muchos otros artistas, entre los que se cuentan Ray Charles, Kenny Rankin, Kenny Rogers, Bonnie Tyler (grabada en 1993 para su álbum Silhouette in Red), Al Green, Diana Ross, Tanya Tucker, Ray Stevens, Westlife, Doris Day, Michael Sweet de Stryper y un arreglo instrumental del pianista Bradley Joseph. En el disco Live at the Royal Albert Hall (Eric Clapton) de Eric Clapton, se incluye una versión con Paul Carrack en voz.